# Crackerbox Palace
«Crackerbox Palace» es una canción del músico británico George Harrison, publicada en el álbum de estudio Thirty Three & 1/3. La canción fue también publicada como segundo sencillo del álbum y alcanzó el puesto 19 en la lista estadounidense Billboard Hot 100.

## Historia
La canción está inspirada en el encuentro de Harrison con un hombre llamado George Greif. En el Midem Music Festival de 1975, Harrison conoció al hombre y le comentó que se parecía al cómico Lord Buckley, a quien el músico admiraba. La casualidad quiso que Greif fuese el antiguo representante de Buckley, e invitó a Harrison a ver el hogar del cómico en Los Ángeles, que se llamaba Crackerbox Palace. Pensando que la frase tenía los ingredientes para una canción, Harrison anotó las palabras «Crackerbox Palace» en un paquete de cigarrillos, y poco después compuso la canción. La composición incluye referencias a Greif y a Lord Buckley.
El sencillo fue acompañado de un videoclip cómico, estrenado en el programa Saturday Night Live el 20 de noviembre de 1976. Dirigido por el Monty Python Eric Idle, el videoclip contó con el propio Harrison, con Neil Innes (como la niñera que empuja un carrito de bebé y como autoridad eclesiástica), y a Olivia Arias, su posterior esposa, en una gran variedad de trajes. La película fue rodada en los jardines y Friar Park, la residencia de Harrison.

## Personal
- George Harrison: voz y guitarra
- Alvin Taylor: batería
- Billy Preston: piano
- Gary Wright: teclados
- Willie Weeks: bajo